# Diana (1823)
Pour les autres navires du même nom, voir HMS Diana.
 (avril 2015).

HMS Diana (1823) - en bas à gauche - dans le port de Port Cornwallis, îles Grand Andaman, en route pour Rangoon.

Le Diana, est un navire à vapeur à roues à aubes latérales construit en 1823 en tant que navire marchand. Lors de la Première guerre anglo-birmane, armé de fusées Congreve, il devient le premier navire de guerre à vapeur de la Compagnie britannique des Indes orientales à servir au combat.

## Histoire

### Construction
Il est construit par le chantier naval Kyds Dockyard à Kydderpore (Calcutta) en tant que navire marchand. Il est mû par deux moteurs de marine à vapeur de l'ingénieur Henry Maudslay, délivrant 2 x 16 chevaux et actionnant deux roues à aubes latérales. Il est lancé le 12 juillet 1823. Il est acheté en 1824 par la Présidence du Bengale sur suggestion du commandeur Frederick Marryat et équipé de fusées Congreve.

### Service

#### Mars 1824 - février 1826, Première guerre anglo-birmane
Aux couleurs de la Compagnie britannique des Indes orientales, le Diana va servir de canonnière pendant cette guerre. En mai 1824, une flottille composée du HMS Liffey frégate de 4e rang de 50 canons, HMS Larne sloop de 20 canons, HMS Sophia corvette? de 18 canons et du Diana, part de Port Cornwallis, aux îles Andaman pour attaquer Rangoon. Le 19 septembre 1824, le Diana participe à une attaque contre Penang. Le Diana est utilisé jusqu'à la fin du conflit en 1826. Son capitaine, le lieutenant George Winsor, fera une cartographie du fleuve Irrawaddy.

#### Birmanie
En mars 1826, peu après le Traité de Yandabo, le Diana est transféré au Gouvernorat Général des Indes de William Pitt Amherst. Le diplomate John Crawfurd, envoyé comme premier ambassadeur résident britannique à la cour d'Ava, utilisera le navire pour s'y rendre et en revenir (Rangoon-Ava-Rangoon). Par la suite , le vapeur patrouille régulièrement sur le fleuve Irrawaddy et le long des côtes du Tenasserim. En 1835, on envisage sa démolition.

#### Singapour
Refait à neuf en 1835-1836, il rejoint Singapour. En mars 1837, il retourne dans le giron de la Compagnie britannique des Indes orientales avec comme capitaine Samuel Congalton. Il est assigné à des missions de surveillance côtière et de lutte contre la piraterie dans le Détroit de Malacca. Il compte alors 33 membres d'équipage (capitaine, 2 officiers européens, 30 marins malais). Il est revendu en 1845 et rebaptié Eliza Penelope.

## Caractéristiques

### Histoire
- A servi dans: Compagnie britannique des Indes orientales.
- Autre nom: Eliza Penelope.
- Lancé: 12 juillet 1823.
- En service: avril 1824.
- Statut: 1845 revendu, rebaptisé.

### Caractéristiques techniques
- Type: patrouilleur et canonnière à vapeur à roues à aubes latérales, deux-mâts, cheminée simple, coque en bois.
- Tonnage: 133 Builder's Old Measurement.
- Longueur: 30 m.
- Maître-bau: 5,1 m.
- Propulsion: 2 moteurs de marine à vapeur.
- Puissance: 32 cv.

### Caractéristique militaires
- Armement: fusées Congreve.

### Autres caractéristiques
- Équipage: 33 (capitaine + 2 officiers européens + 30 matelots malais).
- Chantier naval: Kyds Dockyard, Kidderpore (Calcutta).
- Ports d'attache: Calcutta, Singapour.

## Représentation
Aquatinte de 1835 par John Moore: Le port de Port Cornwallis, île de Grande Andaman avec la flotte sur le départ pour Rangoon. Cette œuvre est visible au National Maritime Museum de Londres (n° d'inventaire D3594). Le Diana est à l'avant-plan à gauche.

## Source de la traduction
- (en) Cet article est partiellement ou en totalité issu de l’article de Wikipédia en anglais intitulé « Diana (1823) » (voir la liste des auteurs).